# Constantin Pantazi
Constantin Pantazi, romunski general, * 1888, † 1958.